# Сіндхудург
Сіндхуду́рг (англ. Sindhudurg district) — один із 6 округів дивізіону Конкан у складі штату Махараштра на заході Індії. Розташований на півдні дивізіону. Адміністративний центр — містечко Орос.

## Населення
Населення округу становить 849561 особа (2011; 868825 в 2001). З них жінок — 432319 осіб, а чоловіків — 417332 особи; міське населення — 107006 осіб (12,6%), сільське населення — 742645 осіб (87,4%). У порівнянні з 2001 роком, міське населення становило 82385 осіб (9,5%), а сільське — 786440 осіб (90,5%).

## Адміністративний поділ
До складу дивізіону входить 8 техсілів:
| Населений пункт | Площа, км² | Населення, осіб |
| --------------- | ---------- | --------------- |
| Вайбхавваді     | -          | -               |
| Венгурла        | -          | -               |
| Девгад          | -          | -               |
| Додамарг        | -          | -               |
| Канкавлі        | -          | -               |
| Кудал           | -          | -               |
| Малван          | -          | -               |
| Савантваді      | -          | -               |

Станом на 2001 рік до складу округу входило 5 містечок (town), а станом на 2011 рік їх збільшено до 9:
| Населений пункт | Населення, осіб (2001) | Населення, осіб (2011) |
| --------------- | ---------------------- | ---------------------- |
| Венгурла        | 12471                  | -                      |
| Канкавлі        | 14725                  | -                      |
| Кудал           | 13643                  | -                      |
| Малван          | 18675                  | -                      |
| Савантваді      | 22871                  | -                      |
| Амболі          | -                      | -                      |
| Банда           | -                      | -                      |
| Нерур           | -                      | -                      |
| Орос            | -                      | -                      |